# Emphysomera conopsoides
Emphysomera conopsoides là một loài ruồi trong họ Asilidae. Emphysomera conopsoides được Wiedemann miêu tả năm 1828.